# Cosmos Rockin’
A Cosmos Rockin’ az első dal a Queen + Paul Rodgers formáció 2008-as The Cosmos Rocks albumáról.
A dal torzított hangokkal indít, amelyet többen az 1985-ös One Vision című Queen-dal indulásához hasonlítottak. A torzított hang az kérdi „what planet is this”, azaz „melyik ez a bolygó”? Ezután indul be maga a dal, amely hangzásában az 1970-es évek hard rock és blues-rock stílusához hasonlítható, egy kritikus egyenesen a Status Quo hangzásához hasonlította.
Az album dalai közül egyedül itt hangzik el a kozmosz szó. Pontosan nem lehet tudni, hogy ez a dal ihlette-e az album címét is, mert tény, hogy a kozmosz és világűr koncepció nemcsak szöveg szinten, de például a borítóképek és korai reklámok formájában is megjelenik. Egy interjúban Brian May gitáros elárulta, hogy az eredeti címe Whole House Rockin volt, ebből következtethető, hogy később a dal címét (és esetleg a szövegét) alakították az album témájához. Ugyanebben az interjúban azt is elmondta, hogy alapvetően Roger Taylor dobos szerzeménye – bár az albumon megegyezés szerint nem jelölték külön a szerzőket.
Az album megjelenése előtt gyakran használták a lemez reklámozására,.
Az elmarasztaló kritikák általában az album azon dalai közé sorolták, amelyek túlzottan a blues hangzás felé viszik az együttes zenéjét. A BBC kritikusa ezzel szemben az album egyik kiemelkedő dalának nevezte.
Az albumon kívül egyetlen kiadványon szerepelt még, a Surf's Up… School's Out! című online letölthető dal bevezetőjeként.
Rendszeresen játsszák a 2008-ban indult Rock the Cosmos Tour lemezbemutató turnén. A torzított bevezető egyfelől elhangzik a koncert legelején, mintegy bevezetőként, másfelől maga a dal is elhangzik a ráadásban. 2008. október 13-án a londoni O2 stadionban All Murray humoristával adták elő. Az élő előadások közben a színpad feletti kivetítőn űrlényekről és bolygókról készült rajzfilmes karikatúra volt látható.

## Közreműködők
- Paul Rodgers: ének
- Brian May: gitár, vokál, basszusgitár
- Roger Taylor: dob, vokál